# Список кратерів на Місяці, З
| А Б В Г Д Е Є Ж З І Й К Л М Н О П Р С Т У Ф Х Ц Ч Ш Ю Я |

| Кратер      | Латинська назва | Діаметр, км | Епонім                                  | Рік затвердження МАС |
| ----------- | --------------- | ----------- | --------------------------------------- | -------------------- |
| Загут       | Zagut           | 79          | Авраам Закуто (1450–1515)               | 1935                 |
| Зайдель     | Seidel          | 55          | Філіп Людвіг Зейдель (1821–1896)        | 1970                 |
| Занстра     | Zanstra         | 40          | Герман Занстра (1894–1972)              | 1973                 |
| Засядько    | Zasyadko        | 10,3        | Олександр Засядько (1774–1837)          | 1976                 |
| Зееман      | Zeeman          | 187         | Пітер Зееман (1865–1943)                | 1970                 |
| Зелігер     | Seeliger        | 8,3         | Гуґо фон Зелігер (1849–1924)            | 1935                 |
| Зелінський  | Zelinskiy       | 54          | Микола Дмитрович Зелінський (1860–1953) | 1970                 |
| Зенґер      | Saenger         | 75          | Ойґен Зенґер (1905–1964)                | 1970                 |
| Зенон       | Zeno            | 67          | Зенон із Кітіона (бл. 335–263 до н. е.) | 1935                 |
| Земмерінг   | Sömmering       | 28          | Самуель Земмерінг (1755–1830)           | 1935                 |
| Зігмонді    | Zsigmondy       | 67          | Ріхард Адольф Зігмонді (1865–1929)      | 1976                 |
| Зідентопф   | Siedentopf      | 63          | Генріх Фрідріх Зідентопф (1906–1963)    | 1970                 |
| Зільбершлаг | Silberschlag    | 12,6        | Йоганн Ісайя Зільбершлаг (1721–1791)    | 1935                 |
| Зоммерфельд | Sommerfeld      | 151         | Арнольд Зоммерфельд (1868–1951)         | 1970                 |
| Зюсс        | Suess           | 8,4         | Едуард Зюсс (1831–1914)                 | 1935                 |